# باغ گردو

## محصولات
باغ گردو یکی از بزرگترین و کهن‌ترین (قدیمی‌ترین) روستاهای اطراف شهر تبریز است که در مسیر جاده ای تبریز به سمت ارومیه واقع شده‌است.
همان‌طور که از اسمش مشخص است این روستا دارای باغهای گردو فراوانی است به خاطر همین است که نام این روستا را باغ گردو می‌نامند.

## شغل
شغل اصلی مردم این روستا کشاورزی می‌باشد و بیشترین و با کیفیت‌ترین محصول کشاورزی شان را که به بازار جهت فروش صادر می‌کنند گردو است این روستا دارای آب و هوای معتدل است و بسیار سرسبز نیز می‌باشد.